# Balabànovo
Balabànovo - Балабаново (rus) - és una ciutat de l'óblast de Kaluga, a Rússia a la vora del riu Protvà. És a 76 km al nord de Kaluga. La vila de Balabànovo fou mencionada per primer cop a començaments del segle xvii. Es desenvolupà, convertint-se en una petita ciutat arran de la construcció del ferrocarril Moscou-Briansk. L'estació de Balabànovo fou oberta el 1899. Rebé l'estatus de ciutat el 1972.
| 1959  | 1970   | 1979   | 1989   | 2002   | 2008   | 2009   | 2013   |
| ----- | ------ | ------ | ------ | ------ | ------ | ------ | ------ |
| 3.400 | 10.900 | 15.400 | 19.139 | 23.312 | 23.231 | 23.403 | 25.869 |

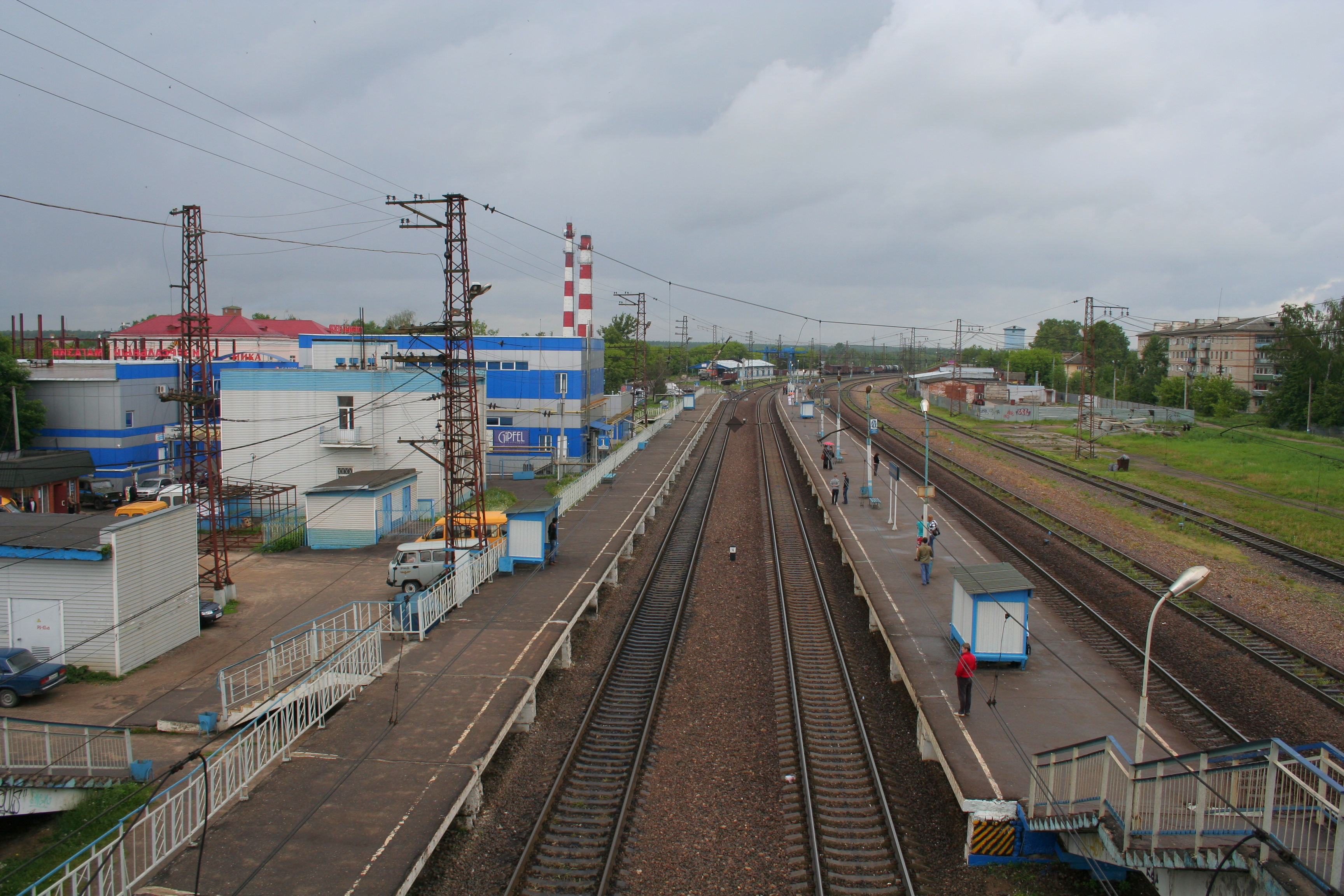
Estació de tren de Balabànovo